# Piotr Prusiński
Piotr Prusiński – gitarzysta basowy zespołów muzycznych: Roxa, Papa Dance i Ex-Dance. 
Z Roxą nagrał m.in. utwory „A ona tańczy”, „Ostatni raz”, „Rajskie ogrody” oraz wystąpił na festiwalach w Jarocinie}. W roku 1986 Prusiński dołączył do zespołu Papa Dance, zastępując Kostka Joriadisa. Później wraz z muzykami Papa Dance: Markiem Karczmarkiem, Grzegorzem Wawrzyszakiem i Krzysztofem Kasprzykiem stworzył zespół Ex-Dance biorąc udział w nagraniu kilku singli, m.in. „Powrót Donalda”, „Czarny smog” i „Między nami tania gra”.

## Dyskografia
- singel „Rajskie ogrody” (z zespołem Roxa; 1985)[3]
- singel „Między Nami Tania Gra / Powrót Donalda” (z zespołem Ex Dance; 1987)